# العلاقات الأذربيجانية الفرنسية
تستند العلاقات بين أذربيجان وفرنسا  إلى الشراكة الاستراتيجية والتعاون التاريخي.فرنسا هي الدولة الثانية التي تعترف باستقلال أذربيجان. (31 ديسمبر 1991).فرنسا، باعتبارها الدولة الرائدة في أوروبا، لها مكان ودور خاص في تطوير العلاقات بين أذربيجان والاتحاد الأوروبي.وأذربيجان هي البلد الذي أنشأ العلاقات التجارية الفرنسية الأقرب داخل البلدان القوقازية، ويرتبط ذلك بصفة خاصة بتوريد الهيدروكربونات.

## الزيارات المتبادلة

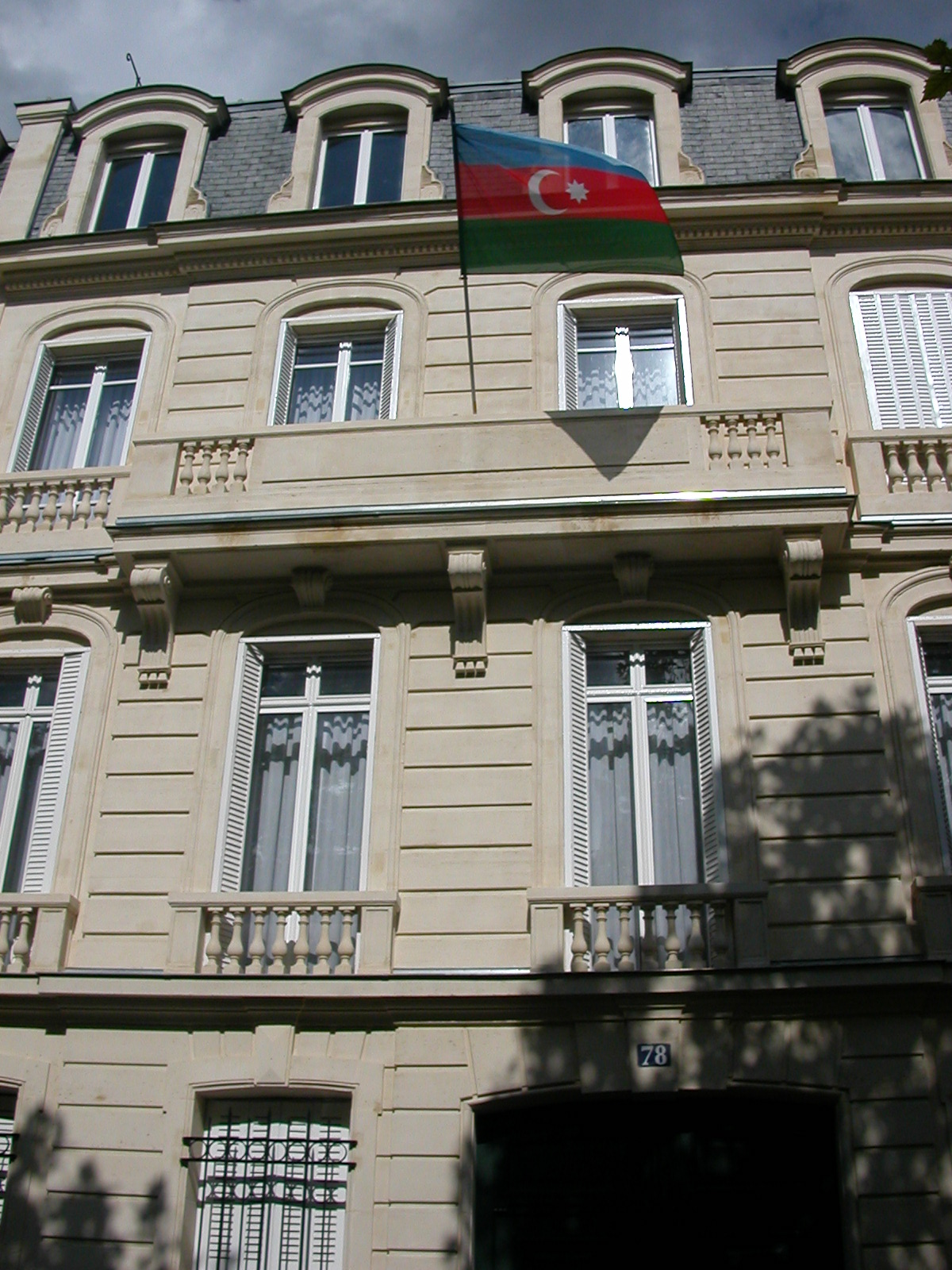
سفارة أذربيجان في فرنسا

تضاعف حجم التجارة مع 494 مليون جواز سفر في 2005، وخط أنابيب النفط باكو - تبليسي - جيهان نتيجة لزيادة الإنتاج في خط أنابيب الغاز باكو - تبليسي - أرضروم وحقل أزيري - شيراغ - غونشلي في عام 2006 ووصل إلى 1.8 مليار يورو في عام 2008 و 3.2 مليار يورو في عام 2011، وهو ما كان نتيجة لاستبدال النفط الحيوي بالنفط الأذربيجاني.وفي السنوات الأخيرة، اتسع نطاق التعاون الاقتصادي والسياسي والتعليمي والثقافي فيما بين الدول. وتعتبر فرنسا ثانى شريك تجارى لاذربيجان ويزداد حجم التجارة عاما بعد عام.ويقترب حجم التجارة بين البلدين من ملياري دولار.وبالنسبة لفرنسا، فإن أذربيجان شريك هام.وينطبق هذا بشكل خاص على قطاع الطاقة.وتعتبر أذربيجان لاعبا رئيسيا في ضمان أمن الطاقة في أوروبا.أصبحت زيارة الرئيس الفرنسي فرانسوا هولاند إلى أذربيجان في 11 مايو 2014 مؤشرا واضحا على التعاون الناجح المذكور أعلاه.وستؤدي الوثائق الموقعة خلال الزيارة دورا هاما في تحديد التعاون المستقبلي في العديد من المجالات.وستؤدي الوثائق الموقعة خلال الزيارة دورا هاما في تحديد التعاون المستقبلي في العديد من المجالات. ومن بين هذه الوثائق، يميز الإعلان المشترك، على وجه الخصوص، تعريف الملامح الرئيسية للعلاقات السياسية بين الدول في المستقبل.ويشكل إطلاق الزيارة في صالة ليسيوم الفرنسية في باكو مؤشرا على مستوى التعاون المرتفع الذي يتسم بأهمية لتنمية العلاقات التعليمية.وفرنسا، بوصفها الرئيس المشارك لفريق مينسك، تسعى جاهدة إلى حل الصراع بين أرمينيا وأذربيجان في ناغورني كاراباخ.ومع ذلك، ينبغي أن يؤخذ في الاعتبار أنه على الرغم من السنوات العشرين من النشاط، لم تكن هناك حتى الآن خطوة عملية في هذا الاتجاه.إن مسار الزيارة، والتوقيع على الاتفاقيات، وخاصة اجتماع رؤساء الدول والبيان الذي أدلت به الصحافة، يشير إلى أن العلاقات القائمة بين الدولتين الشريكتين، فرنسا وأذربيجان، سوف تتطور بشكل أكبر على خط الارتفاع.وقد أصبحت الزيارة الرسمية لرئيس فرنسا بداية المرحلة الهامة لتطوير العلاقات الودية والشراكة بين البلدين وتعميق التعاون المتبادل المنفعة.

## التعاون الثقافي والعلمي والتقني

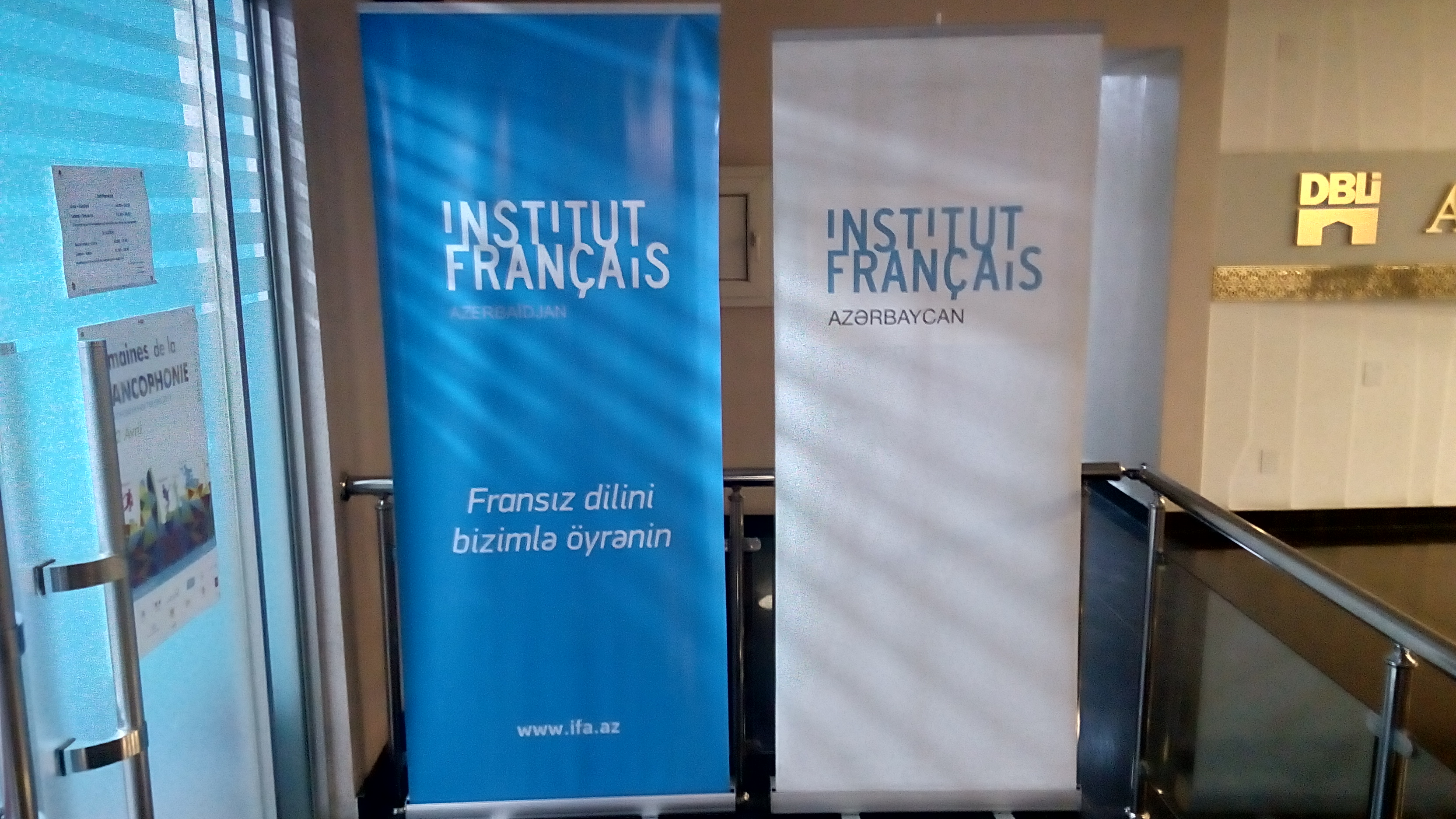
المعهد الفرنسي في أذربيجان

تعد وزارة التعاون والثقافة أداة للتعاون الفرنسى مع الدول الاجنبية بما في ذلك في كافة مجالات الثقافة والعلوم والتكنولوجيا والعلوم.وتركز الأولوية في التعاون بين الجامعات والتعليم باللغة الفرنسية على تشكيل النخبة الأذربيجانية ، ولا سيما في المدرسة الوطنية للتعليم.ويشجع هذا التعاون تعليم اللغة الفرنسية ليكون أكثر بروزا في الهيئات الإدارية.وبوجه عام، ينعكس الدعم في إصدار المنح الدراسية الفرنسية الديناميكية: وفي السنة الدراسية 2012 - 2013، قدمت 22 منحة دراسية، وخصصت 14 منحة دراسية للسنة الدراسية 2013 - 2014، كما خصصت منح دراسية أخرى.ويتسم التعاون بين الجامعات بتنفيذ برامج محددة (الفرنسية كلغة أجنبية) في 5 جامعات - جامعة اللغات، جامعة باكو الحكومية، فرع جامعة لومونوسوف، جامعة غانجا، جامعة ناخشيفان. هدفنا المفتوح لعام 2015 هو تنفيذ هذه البرامج في جامعات أخرى (لانكران، غوبا، شيكي...).وسيجري توسيع نطاق التعاون المتعدد القطاعات، على سبيل المثال، شاركت جامعة ستراسبورغ بنشاط في إنشاء إدارة الترجمة الكتابية والترجمة الشفوية مع جامعة باكو للغات.وقد خلق معهد المعلمين العشاري الظروف لتحسين معلمي اللغة الفرنسية في باكو.ولأول مرة في إطار التعاون الثنائي، سينفذ معهد ليل للعلوم السياسية مشروعا للتعاون والتبادل الطلابي بين أذربيجان وفرنسا.في عام 2012، تم قبول 179 جامعة في جامعات باكو و 44 طالبا في المناطق في الدورة الأولى من كلية اللغة الفرنسية.هدفنا هو الوصول إلى هذه الأرقام بحلول عام 2015.وكان من الممكن زيادة تعليم اللغة الفرنسية من قبل الناقلين اللغويين وتحسين تدريب المعلمين الأذربيجانيين.القرية الفرنسية التي ستعقد في عام 2013 في غانجا، هي واحدة من تلك الأحداث، على عكس العام الماضي، وسيتم توسيع هذا العام وسيتم إعداد معلمي اللغة الفرنسية على مستوى أعلى.وينعكس هذا التعاون أيضا في توسيع الأنشطة العلمية والبحثية للمعهد الفرنسي للبحوث الأناضولية، الذي أنشئ في باكو في عام 2002.ويقدم الدعم المالي من إدارة التعاون والثقافة التابعة للسفارة الفرنسية في أذربيجان لضمان التعاون المالي.وبلغت الأموال المخصصة للتعاون الثقافي والعلمي والتقني في عام 2012 ما مقداره 063 385 يورو.تعليم اللغة الفرنسية هو خط رئيسي للتنمية حيث يفضل التعاون.وبصرف النظر عن دورات اللغة الفرنسية المجانية التي نظمت للوكالات الحكومية، وسوف نساعد أيضا الشركات في شكل مواد تربوية وكتاب.والهدف من عام 2013 هو إنشاء صندوق للأموال التربوية (الكتب المدرسية، والمفردات)، وتهيئة الظروف للمنظمات الدولية، على سبيل المثال، «المكتبات بلا حدود».في عام 2011، تحول مركز جورج ساند الثقافي إلى معهد فرنسي في باكو ويعمل حاليا في أذربيجان لتعزيز الثقافة الفرنسية.